# Seleção Australiana de Rugby Sevens Masculino
A Seleção Australiana de rugby sevens representa a Austrália nos torneios de rugby sevens. É uma das seleções mais renomadas da Oceania, seu continente, que compete na Série Mundial de Rugby Sevens, na Copa do Mundo de Rugby Sevens, nos Jogos Olímpicos e nos Jogos da Commonwealth.
A equipe conquistou a Série Mundial de 2021-22 e venceu a Hong Kong Sevens em seis ocasiões. Além disso, já foi duas vezes vice-campeã da Copa do Mundo.

## História
O time nacional de sevens da Austrália não tem um apelido oficial como outras seleções da Oceania. A equipe às vezes é erroneamente chamada de Aussie Thunderbolts em seções da mídia, mas esse nome se refere às seleções de base em vez da seleção nacional oficial.
No torneio inaugural de Hong Kong Sevens em 1976, a Austrália foi representada por uma equipe selecionada sob o nome Wallaroos, originalmente o nome de um dos clubes fundadores da Southern Rugby Union em 1874, mas agora usado para a seleção feminina de rugby de 15. A Austrália também foi representada em torneios internacionais de sevens pelo clube Australian Barbarians.

## Títulos
Série Mundial de Rugby Sevens
- Campeão: 2021–22
- Vice-campeão: 2000–01
- Terceiro lugar: 1999–2000, 2004–05

Copa do Mundo de Rugby Sevens
- Medalha de prata: 2009, 2022
- Medalha de bronze: 2005

Jogos da Commonwealth
- Medalha de prata: 2010
- Medalha de bronze: 1998, 2014

World Games 
- Medalha de prata: 2001

Vitórias em torneios importantes
- Hong Kong Sevens: 1979, 1982, 1983, 1985, 1988, 2022
- Australian Sevens: 1987, 2002, 2018
- London Sevens: 2010, 2022
- Paris Sevens: 1998
- Wellington Sevens: 2001
- Kuala Lumpur Sevens: 2001
- Shanghai Sevens: 2001
- Tokyo Sevens: 2012

Vitórias em torneios regionais e outros
- Oceania Sevens: 2010, 2012, 2015, 2019
- Oktoberfest Sevens: 2017

## Desempenho

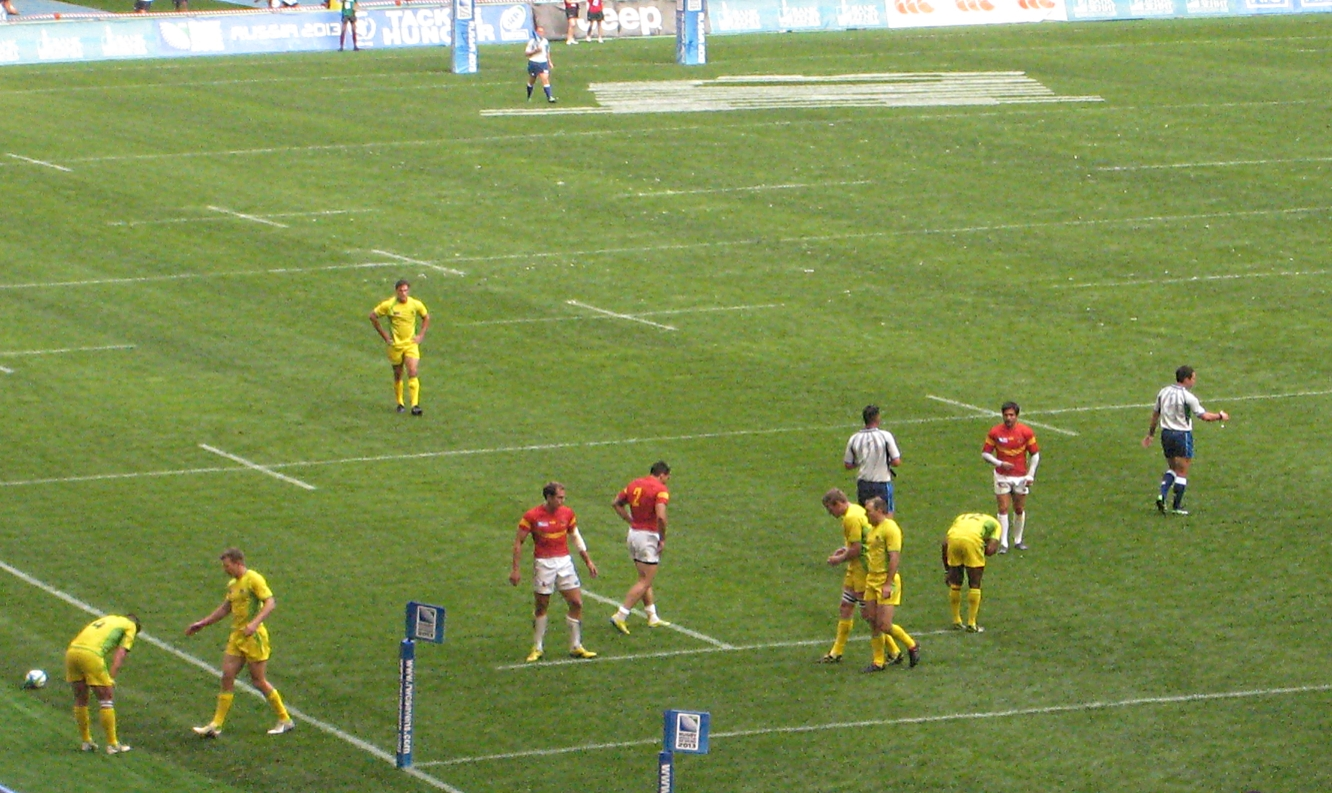
Partida entre Austrália e Espanha pela Copa do Mundo de 2013

### Jogos Olímpicos
| Ano   | Resultado        | Pos | J  | V | E | D  |
| ----- | ---------------- | --- | -- | - | - | -- |
| 2016  | Quartas de final | 8   | 6  | 2 | 0 | 4  |
| 2020  | Quartas de final | 7   | 6  | 2 | 0 | 4  |
| 2024  | Semifinais       | 4   | 6  | 4 | 0 | 2  |
| Total | 0 títulos        | 0/2 | 18 | 8 | 0 | 10 |

### Copa do Mundo
| 1993  | Final            | 2   | 10 | 7  | 0 | 3  |
| 1997  | Quartas de final | 5   | 5  | 3  | 1 | 1  |
| 2001  | Final            | 2   | 8  | 7  | 0 | 1  |
| 2005  | Semifinais       | 3   | 7  | 5  | 0 | 2  |
| 2009  | Rodada final     | 10  | 6  | 3  | 0 | 3  |
| 2013  | Quartas de final | 5   | 4  | 2  | 1 | 1  |
| 2018  | Rodada final     | 10  | 4  | 2  | 0 | 2  |
| 2022  | Semifinais       | 4   | 4  | 2  | 0 | 2  |
| Total | 0 títulos        | 0/8 | 48 | 31 | 2 | 15 |